# Колхида
Колхида (груз. კოლხეთი [kolkheti] — Колхети, грч. Κολχίς [Kolkhís] — Колхис) је назив који се у древној грчко-римској географији односи на подручје између Кавказа и источног обале Црног мора, у данашњој западној Грузији и представља егзоним за древно грузијско краљевство Егриси (груз. ეგრისი [egrisi]) које је одиграло важну улогу у обликовању данашњег грузијског народа.
У легенди о Аргонаутима Колхида је била домовина Медеје и одредиште путовања Јасона и Аргонаута.
Колхида у легендама и митологијама имала је познату башту са лековитим и отровним биљкама. За Ејета, краља Колхиде и оца Медеје, причало се да је био велики чаробњак и врач.
Каплан Буровић наводи податак да су Колхи основали Улцињ, а живели су на тлу данашње Свете Горе.